# 直崎人士
直崎 人士（なおざき ひとし、1965年 - ）は、神奈川県鎌倉市生まれのライター。写真家・音楽家としても活動中。

## 経歴
日本ペンクラブライターとして『spa!』『ミュージック・マガジン』『クロスビート』『DIG』『STUDIO VOICE』『文藝』『GQ』などを中心に執筆して現在に至る。根本敬の影響を大きく受けている。
著書に老人介護の現場を赤裸々に表現した奇書『痴呆系』（早田工二との共著、データハウス刊）、松尾スズキ、ゲッツ板谷、唐沢俊一らとの共著『ステキな自分を見失う本』（新風舎）他がある。
写真家としては、『ガロ』『クロスビート』『STUDIO VOICE』などに掲載される。来日したロバート・フランクから高評を得る。
音楽家としては、音楽評論家・湯浅学によるユニット湯浅湾に参加『歯のはえたケツの穴』（OZ）をリリース。 また俳優・大楽源太（元・ハナタラシ、大宮イチ）の大博士、高橋敏幸のロックンロール・アティテュード、テルミンのみによる集団・テルミンオーケストラ、中原昌也のステージサポートも務める。以上、担当はドラムス。
これまでに　MERZBOW、非常階段、ギターウルフ、PORT CUSSから吉田アミ、aenまで多くのアーティストとステージを共にする。現在はエレクトロニクスを中心としたライヴ、DJ、リミックス活動。
また、オムニバスアルバム等の参加は、『Electricholeye』（OZ）、ボアダムズ勢、宇川直宏、メルトバナナ、MERZBOW等が参加した『MI CABALLiTO CHULO....!COMO LO QUiE	』（Los Apson）から『MAGICAL SUPER ASIA』1～2(CLAY)まで多数。またリミックス参加の近作では、□□□等が参加した沖縄ヒップホップユニットSUBMARINEの『SUBTITLE』などがある。dynamitebach（ダイナマイトバッハ）名義で「over the rainbow flood warriors」（clay）などのアルバムほかDJ-Mix CD等もリリースされている。現在ダイナマイトバッハ・レコーズ主宰。